# Njunjes

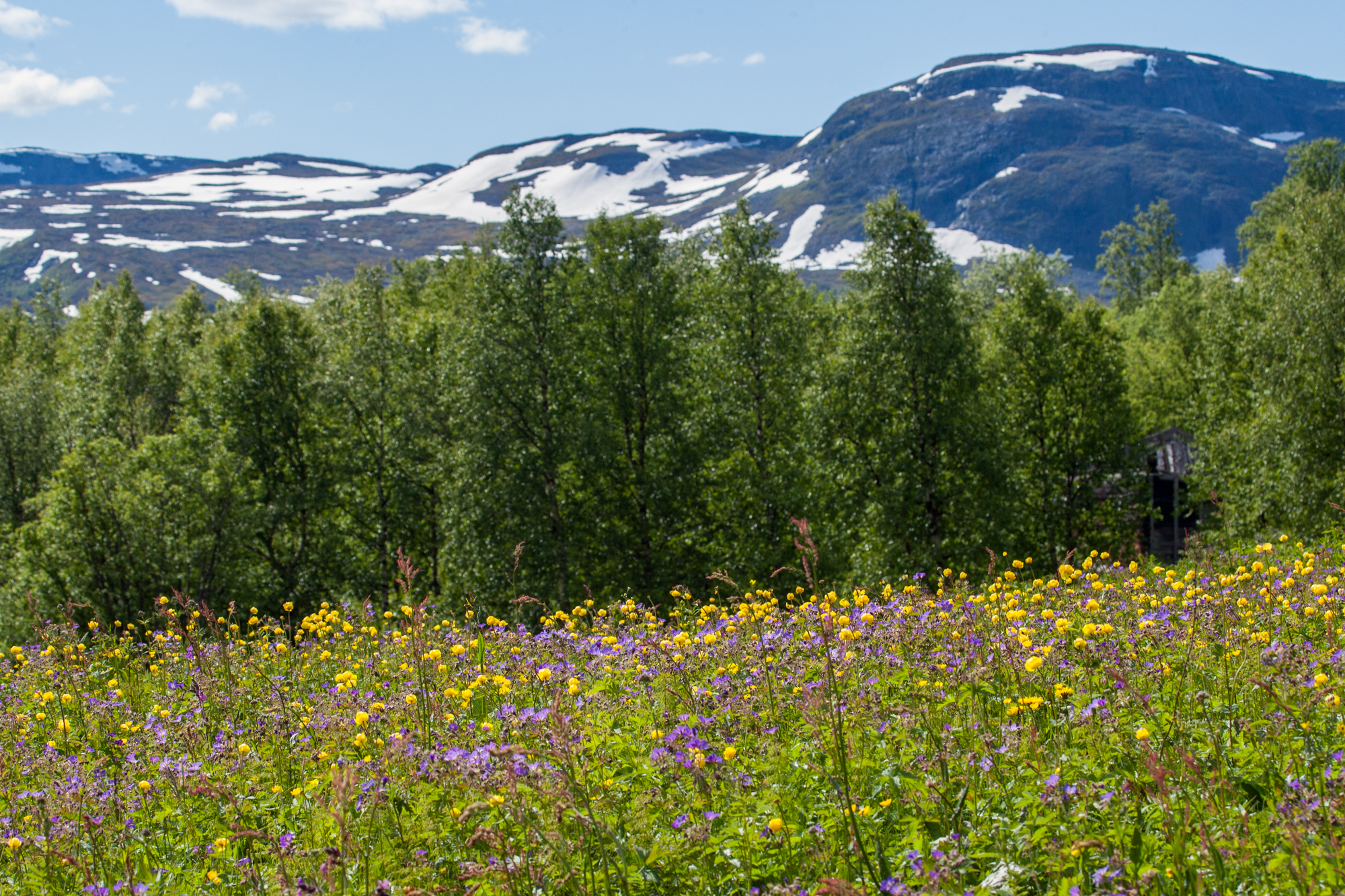
Padjelantaleden där den passerar hemmanet Njunjes.

Njunjes är ett tidigare fjällhemman vid ingången till Tarradalen i Jokkmokks kommun.
Området kring Njunjes var tidigt renbete under vår- och höstperioder. Det grundades som fast bosättning 1834 av Olof Isak Holmbom och ligger till större delen på sydsluttningen av fjället Gasskájvvo.  Vid 1900-talets början fanns där en by med tre gårdar och 15 personer och med tolv kor samt får. Hö togs från vallar nära gårdarna och starr slogs på myrar och i Tarraälvens delta. Kreatursskötseln upphörde i slutet av 1950-talet. Sedan den fasta bosättningen upphört används några hus numera som fritidshus.
Ordet Njunjes är det lulesamiska ordet för berg eller fjällutlöpare och finns på ett flertal platser i fjällterrängen. Bland annat heter bergsryggen som löper från Vássjávágge och ner i sydost, norr om Rapadalen och Aktse, även den Njunjes.
Njunjes är också namnet på en fjällstuga, som drivs av Svenska Turistföreningen  och som ligger två kilometer västerut om hemmanet Njunjes, uppströms Tarraälven (Darreädno) .